# 中華人民共和国応急管理部
中華人民共和国応急管理部（ちゅうかじんみんきょうわこくおうきゅうかんりぶ）は、中華人民共和国国務院に属する行政部門。安全生産、災害管理、応急救援に関わる行政を所掌している。

## 歴史
- 2018年3月17日、中華人民共和国応急管理部が設立された[1]。

## 下位機構
- 弁公庁
- 応急指揮中心
- 人事司
- 教育訓練司
- 風険監測和総合減災司
- 救援協調和預案管理局
- 火災防治管理司
- 防汛抗旱司
- 地震和地質災害救援司
- 危険化学品安全監督管理一司
- 危険化学品安全監督管理二司（海洋石油安全生産監督管理弁公室）
- 安全生産執法和工貿安全監督管理局
- 安全生産総合協調司
- 救災和物資保障司
- 政策法規司
- 国際合作和救援司
- 規画財務司
- 調査評估和統計司
- 新聞宣伝司
- 科技和信息化司
- 政治部（副部級）
- 機関党委（党委巡視工作領導小組弁公室）
- 離退休幹部局

### 応急管理部管理的国家局
- 国家砿山安全監察局
- 国家消防救援局

### 応急管理部管理的事業単位
- 中国地震局（副部級）

## 直属事業単位
- 国家安全生産応急救援中心
- 応急管理部調度中心
- 応急管理部砿山救援中心
- 応急管理部機関服務中心（応急管理部機関服務局）
- 応急管理部档案館（煤炭工業档案館）
- 応急管理部森林防火預警監測信息中心
- 応急管理部北方航空護林総站
- 応急管理部南方航空護林総站
- 中国地震応急搜救中心
- 応急管理部国家減災中心（応急管理部衛星減災応用中心）
- 応急管理部国際交流合作中心
- 応急管理部宣伝教育中心（煤炭工業展覧中心、応急管理部党校）
- 応急管理部培訓中心（煤炭工業人才交流培訓中心）
- 応急管理部研究中心（中国煤炭工業発展研究中心）
- 応急管理部通信信息中心（煤炭工業通信信息中心）
- 応急管理部緊急救援促進中心
- 中国安全生産科学研究院
- 応急管理部化学品登記中心
- 応急管理部信息研究院（煤炭信息研究院）
- 応急管理部上海消防研究所（消防救援局管理）
- 応急管理部天津消防研究所（消防救援局管理）
- 応急管理部瀋陽消防研究所（消防救援局管理）
- 応急管理部四川消防研究所（消防救援局管理）
- 応急管理部消防産品合格評定中心（消防救援局管理）
- 応急管理部森林防火預警監測信息中心（森林消防局管理）
- 応急総医院（煤炭総医院）
- 応急管理部北戴河康復院（中国煤砿工人北戴河療養院）
- 応急管理部大連康復中心（中国煤砿工人大連療養院）
- 応急管理部昆明康復中心（中国煤砿工人昆明療養院）
- 応急管理部西郊招待所
- 応急管理部東四招待所
- 応急管理部東単招待所
- 応急管理部盔甲廠招待所
- 煤炭工業職業技能鑒定指導中心
- 煤炭総合利用多種経営技術咨詢中心
- 応急管理部国家自然災害防治研究院

## 直属高等学校
- 華北科技学院（中国語版）
- 中国消防救援学院（中国語版）

## 直属企業単位
- 北京天安恒福房地産開発有限公司（機関服務中心管理）
- 煤炭工業出版社有限公司

## 歴任部長
- 王玉普（中国語版）（2018年3月-2020年12月）
- 黄明（2021年4月現在）